# Gnathia clementensis
Gnathia clementensis is een pissebed uit de familie Gnathiidae. De wetenschappelijke naam van de soort is voor het eerst geldig gepubliceerd in 1966 door Schultz.